# Dasyloricaria tuyrensis
Dasyloricaria tuyrensis és una espècie de peix de la família dels loricàrids i de l'ordre dels siluriformes.
Poden assolir 35,5 cm de longitud total. És un peix d'aigua dolça i de clima tropical de la conca del riu Tuira (Panamà) a Centreamèrica.